# Cooper MacNeil

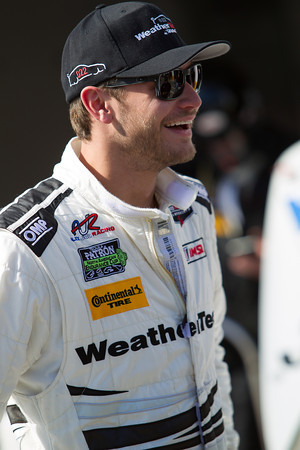
Cooper MacNeil 2014

Cooper Ian MacNeil (* 7. September 1992 in Hinsdale) ist ein US-amerikanischer Autorennfahrer.

## Karriere als Rennfahrer
Cooper MacNeil ist 2009 im Sportwagensport aktiv. Erste Erfolge feierte er in nationalen Meisterschaften, aus denen er 2011 in die Grand-Am Sports Car Series wechselte. 2012 und 2013 gewann er die Gesamtwertung der GTC-Klasse der American Le Mans Series.
Seit 2014 ist er in der Nachfolgeserie, der IMSA WeatherTech SportsCar Championship engagiert. Gleich in seiner ersten Saison erreichte er 2014 für Alex Job Racing der dritten Rang in der Endwertung der GTD-Klasse.

## Statistik

### Le-Mans-Ergebnisse
| Jahr | Team                 | Fahrzeug                | Teamkollege        | Teamkollege      | Platzierung | Ausfallgrund           |
| ---- | -------------------- | ----------------------- | ------------------ | ---------------- | ----------- | ---------------------- |
| 2013 | Larbre Compétition   | Chevrolet Corvette C6.R | Manuel Rodrigues   | Philippe Dumas   | Rang 41     |                        |
| 2014 | Prospeed Competition | Porsche 997 GT3-RSR     | Jeroen Bleekemolen |                  | Rang 33     |                        |
| 2016 | Proton Competition   | Porsche 911 RSR         | Marc Miller        | Leh Keen         | Ausfall     | Unfall                 |
| 2017 | Scuderia Corsa       | Ferrari 488 GTE         | Bill Sweedler      | Townsend Bell    | Rang 29     |                        |
| 2018 | JMW Motorsport       | Ferrari 488 GTE         | Liam Griffin       | Jeff Segal       | Rang 31     |                        |
| 2019 | Wheathertech Racing  | Ferrari 488 GTE         | Toni Vilander      | Robert Smith     | Rang 33     |                        |
| 2020 | Wheathertech Racing  | Ferrari 488 GTE         | Toni Vilander      | Jeff Segal       | Ausfall     | Aufgabe nach Kollision |
| 2021 | WeatherTech Racing   | Porsche 911 RSR-19      | Earl Bamber        | Laurens Vanthoor | Ausfall     | Unfall                 |
| 2022 | WeatherTech Racing   | Porsche 911 RSR-19      | Julien Andlauer    | Thomas Merrill   | Rang 35     |                        |

### Sebring-Ergebnisse
| Jahr | Team                                 | Fahrzeug               | Teamkollege         | Teamkollege             | Platzierung             | Ausfallgrund |
| ---- | ------------------------------------ | ---------------------- | ------------------- | ----------------------- | ----------------------- | ------------ |
| 2012 | Alex Job Racing                      | Porsche 997 GT3 Cup    | Leh Keen            | Louis-Philippe Dumoulin | Rang 33                 |              |
| 2013 | Alex Job Racing                      | Porsche 997 GT3 Cup    | Jeroen Bleekemolen  | Dion von Moltke         | Rang 24 und Klassensieg |              |
| 2014 | Alex Job Racing                      | Porsche 911 GT America | Leh Keen            | Philipp Frommenwiler    | Rang 26                 |              |
| 2015 | Alex Job Racing                      | Porsche 911 GT America | Leh Keen            | Andrew Davis            | Rang 24                 |              |
| 2016 | Alex Job Racing                      | Porsche 911 GT3 R      | Leh Keen            | Gunnar Jeannette        | Rang 25                 |              |
| 2017 | Riley Motorsports WeatherTech Racing | Mercedes-AMG GT3       | Shane van Gisbergen | Gunnar Jeannette        | Ausfall                 | Defekt       |
| 2018 | Scuderia Corsa                       | Ferrari 488 GT3        | Alessandro Balzan   | Gunnar Jeannette        | Rang 18                 |              |
| 2019 | Scuderia Corsa                       | Ferrari 488 GT3        | Toni Vilander       | Jeff Westphal           | Rang 21                 |              |
| 2020 | Scuderia Corsa                       | Ferrari 488 GT3        | Alessandro Balzan   | Jeff Westphal           | Rang 21                 |              |
| 2021 | WeatherTech Racing                   | Porsche 911 RSR-19     | Matt Campbell       | Mathieu Jaminet         | Rang 8 und Klassensieg  |              |
| 2022 | WeatherTech Racing                   | Mercedes-AMG GT3 Evo   | Maro Engel          | Jules Gounon            | Rang 18                 |              |

### Einzelergebnisse in der FIA-Langstrecken-Weltmeisterschaft
| Saison  | Team                               | Rennwagen               | 1   | 2   | 3   | 4   | 5   | 6   | 7   | 8   | 9   |
| ------- | ---------------------------------- | ----------------------- | --- | --- | --- | --- | --- | --- | --- | --- | --- |
| 2012    | Alex Job Racing                    | Porsche 997 GT3 Cup     | SEB | SPA | LEM | SIL | SAO | BAH | FUJ | SHA |     |
| 2012    | Alex Job Racing                    | Porsche 997 GT3 Cup     | 33  |     |     |     |     |     |     |     |     |
| 2013    | Larbre Compétition                 | Chevrolet Corvette C6.R | SIL | SPA | LEM | SAO | AUS | FUJ | SHA | BAH |     |
| 2013    | Larbre Compétition                 | Chevrolet Corvette C6.R | 41  |     |     |     |     |     |     |     |     |
| 2014    | Prospeed Competition               | Porsche 997 GT3-RSR     | SIL | SPA | LEM | AUS | FUJ | SHA | BAH | SAO |     |
| 2014    | Prospeed Competition               | Porsche 997 GT3-RSR     | 33  |     |     |     |     |     |     |     |     |
| 2016    | Proton Competition                 | Porsche 911 RSR         | SIL | SPA | LEM | NÜR | MEX | AUS | FUJ | SHA | BAH |
| 2016    | Proton Competition                 | Porsche 911 RSR         | DNF |     |     |     |     |     |     |     |     |
| 2017    | Scuderia Corsa                     | Ferrari 488 GTE         | SIL | SPA | LEM | NÜR | MEX | AUS | FUJ | SHA | BAH |
| 2017    | Scuderia Corsa                     | Ferrari 488 GTE         | 29  |     |     |     |     |     |     |     |     |
| 2018/19 | JMW Motorsport Wheathertech Racing | Ferrari 488 GTE         | SPA | LEM | SIL | FUJ | SHA | SEB | SPA | LEM |     |
| 2018/19 | JMW Motorsport Wheathertech Racing | Ferrari 488 GTE         |     | 31  |     |     |     |     |     | 33  |     |
| 2019/20 | JMW Motorsport Wheathertech Racing | Ferrari 488 GTE         | SIL | FUJ | SHA | BAH | AUS | SPA | LEM | BAH |     |
| 2019/20 | JMW Motorsport Wheathertech Racing | Ferrari 488 GTE         |     |     |     | DNF |     |     |     |     |     |
| 2021    | WeatherTech Racing                 | Porsche 911 RSR         | SPA | POR | MON | LEM | BAH | BAH |     |     |     |
| 2021    | WeatherTech Racing                 | Porsche 911 RSR         | DNF |     |     |     |     |     |     |     |     |
| 2022    | WeatherTech Racing                 | Porsche 911 RSR         | SEB | SPA | LEM | MON | FUJ | BAH |     |     |     |
| 2022    | WeatherTech Racing                 | Porsche 911 RSR         | 35  |     |     |     |     |     |     |     |     |